# جبل تامدة
جبل تمدة أحد جبال القصور جزائرية تقع في غرب البلاد والتي تشكل جزءًا من الأطلس الصحراوي.

## أصل التسمية
جبل تمدة باسم الملكة الأمازيغية تمدة والتي كانت تقطن في أعالي جبل الذي يقع في منطقة القصور (اغرماون) وبالضبط في بلدية بوسمغون التي تعد من أقدم البلديات في ولاية البيض والتي تقع في أقصى غرب الولاية وتبعد عن مقر الولاية ب 166 كلم.

## الخصائص
جبل تمدة من جبال سلسلة الأطلس الصحراوي ومن المنطقة التي تسمى بجبال القصور، يبلغ ارتفاع جبل تمدة 1800 مترا ويبعد عن مقر بلدية بوسمغون بحوالي 7 كلم من الجهة الشرقية ويعتبر هذا الجبل من أكبر جبال المنطقة، وهو أصغر بقليل من جبل تانوت الذي يقابله من الجهة الغربية وفي نفس البلدية بوسمغون.
توجد به ينابيع المياه الجارية كما تعيش به حيوانات كثيرة القارة منها والمهاجرة كما يمتاز هنا الجبل كسائر جبال سلسلة الأطلس الصحراوي بمحطات كثيرة للنقوش الحجرية وذلك ما يدل على أن هذه المنطقة كانت آهلة بالسكان منذ القدم.

## الغطاء النباتي
يغطي جبل تمدة غطاء نباتي لا بأس به والذي يتمثل في أشجار العرعر والكروش والزبوج والحلفاء أشجار البطم.